# Inside Man
Inside Man is een Amerikaanse heistfilm uit 2006 geregisseerd door Spike Lee.

## Verhaal
De film gaat over een goed voorbereide bankoverval, de confrontatie tussen de leider van de overvallers (Clive Owen), een onderhandelaar van de politie (Denzel Washington) en een lobbyiste (Jodie Foster).
Het verhaal begint wanneer een aantal misdadigers een bank overvalt. Maar al snel blijkt dat de overvallers niet gekomen zijn voor het geld. De overvallers willen een document achterhalen dat belastende informatie bevat voor de bankdirecteur, de directeur zou rijk zijn geworden dankzij de nazi's.
De circa vijftig personen (bankmedewerkers en cliënten) die in de bank aanwezig waren, worden gegijzeld door overvallers die allemaal een zwarte overall en een masker dragen. Dalton Russell beveelt om alle gijzelaars hun kleren te verwisselen voor een gelijke zwarte overall met een masker. Een gijzelaar wordt vrijgelaten met een koffertje waar de eisen van de gijzelnemers op staan. De overvallers eisen dat een vliegtuig moet klaar staan of elk uur wordt iemand doodgeschoten. Het koffertje blijft in de commandowagen achter maar bevat afluisterapparatuur. Zodoende wordt de politie continu afgeluisterd.
De bankdirecteur vreest dat het voor hem belastende document tijdens die overval boven water komt en heeft de hulp ingeroepen van Madeleine White om dit document te redden. Zij probeert een deal te sluiten met de gijzelnemers welke mislukt.
Keith Frazier gaat de bank binnen om te onderhandelen met Dalton Russell. Frazier heeft ondertussen door dat de bankovervallers gewoon tijd willen rekken met onmogelijke eisen. Tijdens hun gesprek probeert Frazier Russell vergeefs te overtuigen om zich over te geven. Frazier probeert dan het masker van Dalton Russell af te trekken. Dit mislukt en Frazier verlaat de bank. Als wraak besluit Russell een gijzelaar te elimineren voor een tv-camera. Dit is echter een schijnexecutie, de politie weet dit echter niet en staat op het punt om een SWAT-team in te zetten om met geweld een einde te maken aan de overval. Op dat moment beseft Frazier dat ze al die tijd afgeluisterd werden. Op het laatste moment wordt daarom de tactiek gewijzigd: het SWAT-team wordt hetzelfde uitgedost als de gijzelaars/-nemers. Russell komt hierachter en besluit daarom dat gijzelaars en de gijzelnemers tegelijkertijd de bank moeten verlaten. Als iedereen naar buiten stormt is het, omdat allen gelijk gekleed zijn, niet duidelijk wie gijzelaar is en wie gijzelnemer. Iedereen wordt daarom door de politie aangehouden en ondervraagd. Omdat ook de gijzelnemers elkaar een alibi verschaffen, komt de politie er niet achter wie van de gearresteerden de overvallers zijn. Bovendien is er op het eerste gezicht ook niets gestolen, dus wordt iedereen vrijgelaten.
Ondanks dat wil Frazier toch uitzoeken waarom dan de bank overvallen is, als er immers geen geld is verdwenen. De overvallers moeten dan iets anders gezocht hebben dan geld: Hij gaat daarom na wie wat in de bankkluisjes had liggen. Frazier ontdekt dat er geen enkel document bestaat over een kluisje met nummer 392. Dat kluisje bevatte het belastende document. Hij heeft een bevelschrift om dit open te doen en ontdekt er een pakje kauwgum.
Dan zien we weer de beginscène waar Russell uitleg doet over de overval: tijdens de overval heeft hij zichzelf in de bank ingebouwd. Als de rust is weergekeerd in de bank komt hij uit zijn schuilplaats tevoorschijn. Hij vult zijn zakken met diamanten en gaat ervandoor. Aan de ingang botst hij tegen inspecteur Frazier op die het kluisje 392 wil opendoen met zijn bevelschrift, maar Frazier herkent hem niet. Als Frazier later thuiskomt vindt hij een diamant in zijn zak.

## Rolbezetting
- Denzel Washington - Detective Keith Frazier
- Clive Owen - Dalton Russell
- Jodie Foster - Madeleine White
- Christopher Plummer - Arthur Case
- Willem Dafoe - Captain John Darius
- Chiwetel Ejiofor - Detective Bill Mitchell
- Peter Gerety - Captain Coughlin

## Prijzen en nominaties

### Prijzen
De film kreeg volgende prijzen:
- Black Movie Awards 2006: beste regisseur voor Spike Lee.
- Black Reel Awards 2007: beste regisseur voor Spike Lee.
- Central Ohio Film Critics Association 2007: acteur van het jaar voor Clive Owen.
- Image Awards 2007: uitstekende regie in een bioscoop-/televisiefilm - komedie of drama voor Spike Lee.

### Nominaties
En volgende nominaties:
- Black Movie Awards 2006:
  - Uitstekende film voor Brian Grazer (producent).
  - Uitstekende prestatie door een hoofdrolacteur voor Denzel Washington.
- Black Reel Awards 2007:
  - Beste acteur voor Denzel Washington.
  - Beste film voor Brian Grazer en Jonathan Filley.
  - Beste originele filmmuziek voor Terence Blanchard.
- Empire Awards 2007: beste thriller.
- Image Awards 2007: uitstekende acteur in een film voor Denzel Washington.